# Siphiwo Ntshebe
Siphiwo Desmond Ntshebe (New Brighton, 28 juni 1974 - Port Elizabeth, 25 mei 2010) was een Zuid-Afrikaans tenor.
Ntshebe was de zoon van industrieel emailleur Lumkile Wilmot Ntshebe en huishoudster Nowezile Lulama Patience Ntshebe. Vanaf zijn vijfde jaar zong hij voor het bezoek van zijn ouders en later in de kerk. Op zijn zestiende werd zijn zangtalent opgemerkt door een muziekdocent aan de universiteit van Kaapstad. Ntshebe kreeg een studiebeurs aangeboden. De universiteit van Kaapstad vond dat hij talent had en bemiddelde bij de toenmalige minister voor Kunst en Cultuur. Hij kreeg een studiebeurs voor het Young Artists Programme van Brisbane. In 2004 volgde een studiebeurs voor een postgraduaat aan het Royal College of Music in Londen dat hij afsloot in 2007. Tijdens zijn studie aan de universiteit kwam op 27 november 2001 Ntshebes vader om bij een industrieel ongeluk, waardoor Ntshebes gezinshoofd en broodwinner werd. Hij had een zuster, Nobulumko Michelle Ntshebe, en twee broers, Nceba Chritopher Ntshebe en Mzingisi Bennett Ntshebe.
In april 2008 zong Ntshebe in Londen voor toenmalig Zuid-Afrikaans president Thabo Mbeki. Op 11 september 2008 gaf hij een optreden in de Amerikaanse ambassade te Londen. Ntshebe beschouwde zelf een optreden in Monte Carlo in september 2007 als een muzikaal hoogtepunt. Dat was tijdens een feest ter ere van oud-president Nelson Mandela en diens echtgenote Graça Machel. Later ontving hij van Mandela een bedankbriefje.
| Bedankbriefje van Nelson Mandela (Engels) | Nederlandse Vertaling |
| --- | --- |
| Dear Siphiwo, Please allow me to thank you for your recent performance at our event in Monaco. We appreciate your efforts and we were very proud to show the world a young South African with so much talent that has, despite challenges of the past, chosen to work hard at a better future. You made us proud with your performance. We wish you well with your endeavours and hope to see you again in the not so distant future. Yours sincerely, N R Mandela | Beste Siphiwo, Sta mij alsjeblieft toe om je te bedanken voor je recente optreden op ons feest in Monaco. Wij appreciëren je inzet en we zijn erg trots om de wereld een jonge Zuid-Afrikaan te tonen die met zoveel talent, ondanks de strijd van het verleden, heeft gekozen hard te werken aan een betere toekomst. Je hebt ons trots gemaakt met jouw optreden. We wensen je het beste met je inspanningen en hopen je in de nabije toekomst weer te zien. Met vriendelijke groet, N R Mandela |

Ntshebe beschouwde Mandela als zijn grote held en voorbeeld.
In Zuid-Afrika werd Ntshebe beschouwd als een opvolger van tenor Luciano Pavarotti. Hij zou tijdens het openingsconcert van het WK voetbal in het Orlando stadion te Johannesburg op 11 juni 2010 optreden op speciaal verzoek van oud-president Mandela. Dit optreden had voor de definitieve doorbraak van Ntshebe moeten zorgen.
Ntshebe overleed ten gevolge van een bacteriële meningitis op 25 mei 2010 in het Livingstone ziekenhuis te Port Elizabeth. Zijn debuutalbum Hope verscheen postuum in juni 2010.